# Юліана Нассау-Ділленбурзька (1587–1643)
Юліана Нассау-Ділленбурзька (нім. Juliane von Nassau-Dillenburg), також Юліана Нассау-Зігенська (нім. Juliana von Nassau-Siegen, 3 вересня 1587 — 15 лютого 1643) — німецька шляхтянка XVI—XVII сторічь з династії Нассау, донька графа Нассау-Зігену Йоганна VII та графині Магдалени Вальдекської, друга дружина ландграфа Гессен-Касселю Моріца Вченого.

## Біографія

### Ранні роки
Народилась 3 вересня 1587 року в Ділленбурзі. Була п'ятою дитиною та другою донькою в родині Йоганна Нассау-Ділленбурзького та його першої дружини Магдалени Вальдекської.

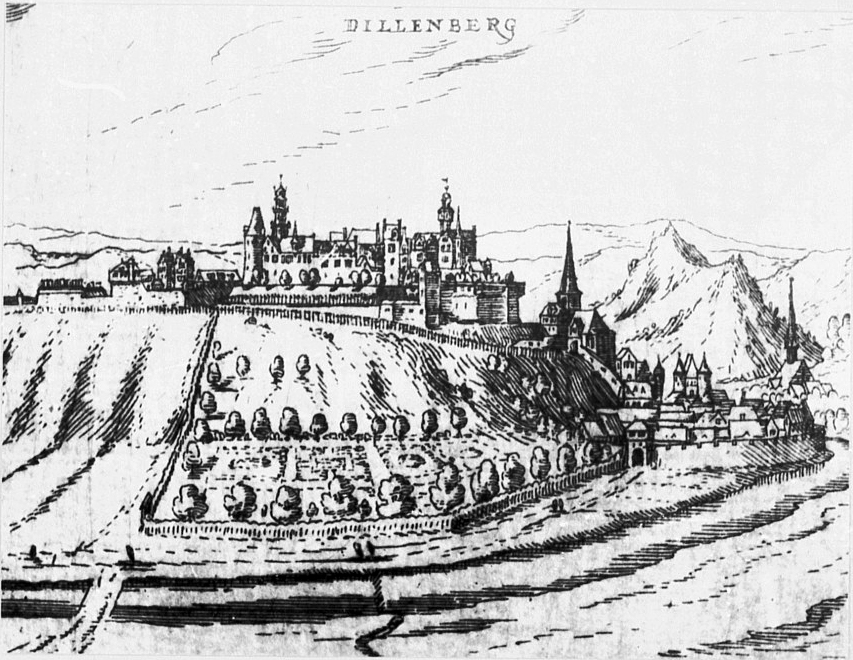
Ділленбурзький замок, 1605

 Мала рідну старшу сестру Єлизавету та братів Йоганна Ернста, Йоганна й Адольфа, а також двох єдиноутробних братів від першого шлюбу матері. Згодом сімейство поповнилося сімома молодшими дітьми, з яких четверо досягли дорослого віку. Їхній дід в цей час був правлячим графом Нассау-Ділленбургу, Каценельнбогену, Дітцу, Зігену, Адамару та Байльштайну.
Мешкала сім'я у Ділленбурзькому замку. Юліана отримала суворе кальвіністське виховання. Найяскравішею подією її дитинства було весілля єдиноутробного брата Філіпа Людвіга з Катаріною Бельгікою Оранською восени 1596 року.
У лютому 1603 року відбулися заручини дівчини із ландграфом Гессен-Кассельським.

### Ландграфиня Гессен-Кассельська
У 15 років Юліана була видана заміж за 31-річного ландграфа Гессен-Касселю Моріца Вченого. Весілля відбулося 22 травня 1603 року в Ділленбурзі. Наречений був удівцем. Перша дружина померла за шість місяців до цього, залишивши йому чотирьох малолітніх дітей. Моріц отримав блискучу освіту, розмовляв кількома мовами, полюбляв фехтування та верхову їзду, цікавився мистецтвами, науками та алхімією, підтримував контакти з Тихо Браге, Джоном Ді, Вілебрордом Снеліусом. Однак фінансовий стан його двору був незадовільним.
Оселилося подружжя у Міському замку Касселя, а літньою резиденцією слугував замок Вільгельмсбург у Шмалькальдені. У них народилося чотирнадцятеро спільних нащадків

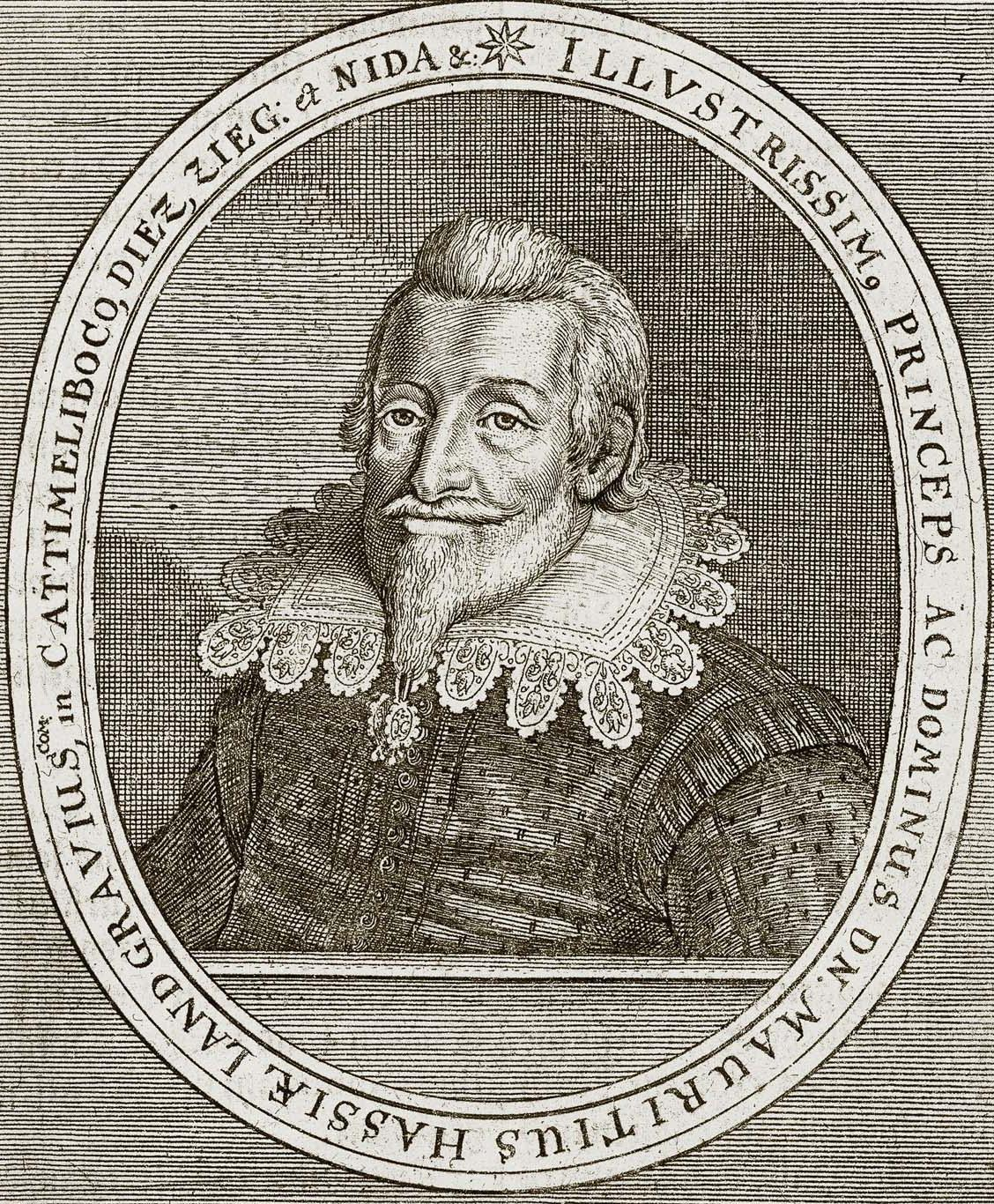
Моріц Вчений на гравюрі М. Меріана-старшого

Ландграфиня вела дуже репрезентативне придворне життя. Разом з тим завжди надавала великого значення фінансовій незалежності та ретельно вела облік своїх витрат. Кассельський двір був одним із найпишніших в імперії того часу. У 1606 році була відкрита перша театральна будівля в Німеччині, що отримала назву Оттонеум, діяв чудовий придворний оркестр із власним хором, був заснований навчальний заклад Collegium Adelphicum Mauritianum, а у 1610 році — завершене будівництво мисливського будиночку. Все це вимагало великих коштів.
Фінансові збитки країни призвели до того, що із вторгненням військ Католицької ліги під проводом генерала Тіллі, представники станів почали із ним переговори без відома ландграфа. Юліана також відкрито звинуватила чоловіка в тому, що він розорив країну, а потім покинув її.
Моріц був змушений зректися на користь сина Вільгельма 17 березня 1627 року.
Оскільки Гессен-Кассель мав успадкувати син ландграфа від першого шлюбу, Юліана, аби забезпечити власним дітям гідне майбутнє, послідовно передавала їм одержувані нею доходи а, перед зреченням чоловіка, змусила його наділити їхніх синів частиною гессенських земель, так званою «ротенбурзькою чвертю». Постанова про це була підписана 12 лютого 1627 року. Таким чином у Гессенському домі виникли три побічні лінії: Гессен-Ротенбурзька, Гессен-Ешвегеська та Гессен-Райнфельська.

### Подальше життя
Юліана, як і Вільгельм V, тривалий час перебувала у конфлікті з Моріцем. Тож її дії у сімейних справах із батьком не турбували нового правителя Гессен-Касселю. Ландграфиня ж, окрім цього, була активною в конфлікті своєї Нассауської родини, виступаючи на захист кальвіністів, які постраждали від спроб рекатолізаціі Йоганна VIII.
Впевнено діяла жінка і у зовнішній політиці; була присутньою на Дні виборів у Мюльгаузені у 1627 році та сприяла зближенню ліній Касселя та Дармштадта шляхом укладення «Основної угоди». 
Велике значення мав у 1630 році її контакт зі Швецією, за посередництва родичів з Нассау, який у серпні 1631 року призвів до шведсько-гессенського мирного договору у Вербені, що міцно пов'язав Гессен-Кассель зі Швецією.
Після зречення чоловіка Юліана мешкала з ним нарізно. Перший час залишалася у замку Касселя, а у 1629 році переїхала із дітьми до Ротенбургу. У 1631 році, незважаючи на загрозу війни, ландграфиня знову на короткий час укрилася в Кассельському замку.
У березні 1632 року Моріц пішов з життя в Ешвеге. Після його смерті ландграфиня переїхала до княжого кам'яного будинку, названому на її честь «Двір Нассау» (нім. Nassauer Hof), у Касселі. Спорудження було дароване їй чоловіком ще 1617 році, як великий комплекс із кількома господарськими будівлями. Після зречення ландграфа у 1627 році, бажанням Вільгельма V передбачалося, що в ньому будуть мешкати Юліана та її неповнолітні діти, але це було відкладене на певний час через обмежений простір будівлі.
Отримавши відповідні знання, ландграфиня змогла розвинути свої інтереси в галузі державного управління, керуючи Гессен-Ротенбургом разом зі старшим сином Германом.
Померла 15 лютого 1643 року в Ротенбурзі. Деякі джерела вказують місцем смерті Ешвеге або Кассель. Була похована у князівській крипті церкви Святого Мартіна у Касселі, яка до нашого часу не збереглася.

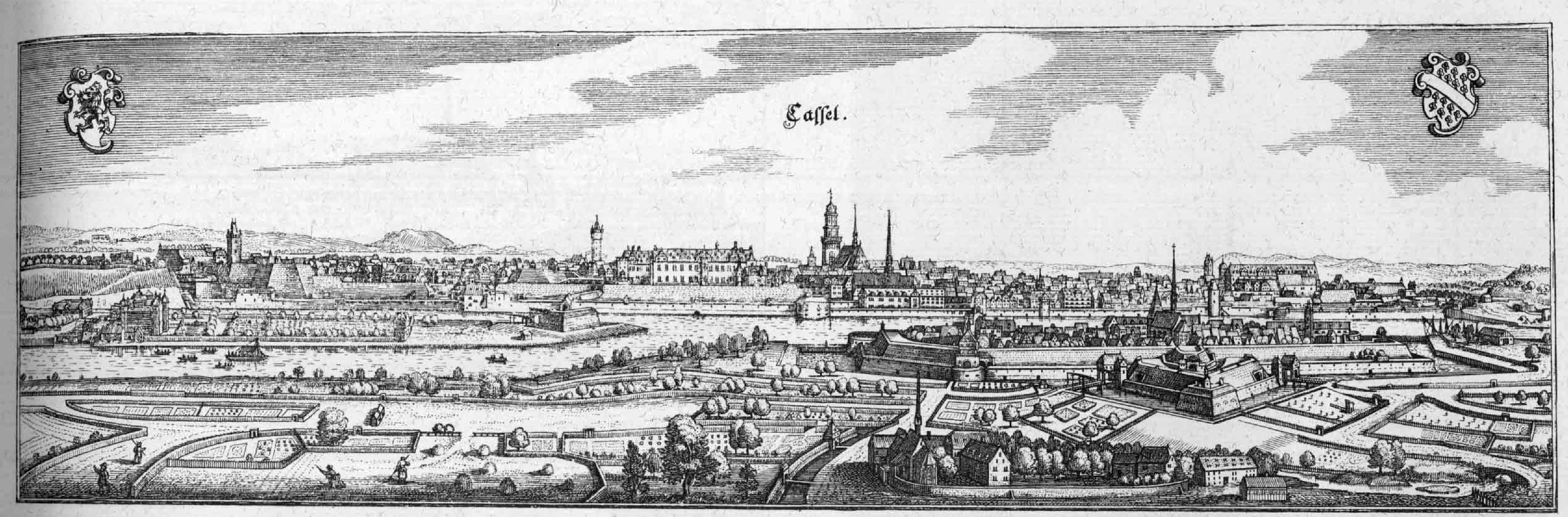
Панорама Касселю на гравюрі 1655 року

## Родина

Портрет Юліани з родиною пензля Августа Еріха, між 1618—1630 роками

Чоловік — Моріца Вчений, ландграф Гессен-Кассельський
Діти:
- Філіп (1604—1626) — полковник гессен-кассельської кавалерії, одруженим не був, дітей не мав;
- Агнеса (1606—1650) — дружина князя Ангальт-Дессау Йоганна Казимира, мала шестеро дітей;
- Герман (1607—1658) — ландграф Гессен-Роттенбурзький у 1627—1658 роках, був двічі одруженим, мав єдину доньку, яка померла немовлям;
- Юліана (1608—1628) — одружена не була, дітей не мала;
- Сабіна (1610—1620) — прожила 9 років;
- Магдалена (1611—1671) — дружина альтграфа Эріха Адольф фон Зальм-Райфершайта, мала четверо дітей;
- Моріц (1614—1633) — одруженим не був, дітей не мав;
- Софія (1615—1670) — дружина графа Шаумбург-Ліппе Філіпа I, мала десятеро дітей;
- Фрідріх (1617—1655) — ландграф Гессен-Ешвеге у 1633—1655 роках, був одруженим з Елеонорою Катериною Пфальц-Цвайбрюкенською, мав шестеро дітей;
- Крістіан (1622—1640) — полковник шведського війська, одруженим не був, дітей не мав;
- Ернст (1623—1693) — ландграф Гессен-Райнфельський у 1649—1693 роках, був двічі одруженим, мав двох синів від першого шлюбу;
- Крістіна (1625—1626) — прожила 1 рік;
- Філіп (1626—1629) — прожив 2 роки;
- Єлизавета (1628—1633) — прожила 4 роки.